# Myandra tinline
Myandra tinline là một loài nhện trong họ Gnaphosidae.
Loài này thuộc chi Myandra. Myandra tinline được Norman I. Platnick & Barbara Baehr miêu tả năm 2006.